# Nationaal park Dinder
Het Nationaal park Dinder is een nationaal park en biosfeerreservaat in het zuidoosten van Soedan.
Het park werd opgericht in 1935 en heeft een oppervlakte van 1.029.100 hectare. Het ligt op een hoogte van 700 tot 800 meter in de kleiachtige uiterwaarden van de rivieren Dinder en Rahad. In 1979 werd het park gekwalificeerd als biosfeerreservaat. In 2005 werd het erkend als Ramsargebied. Nationaal park Dinder grenst aan Nationaal park Alitash in Ethiopië.
De vegetatie in het park bestaat uit acacia en andere savannestruiken in het noorden en bos in het zuiden. Langs de rivieroevers zijn er palmbossen en moerassige gebieden.
Veelvoorkomende dieren in het park zijn lierantilope, rietbok, waterbok, roanantilope, oribi, woestijnknobbelzwijn, kafferbuffel, baviaan en groene meerkat.